# Half-Decent Proposal
Half-Decent Proposal — десятий епізод 13 сезону серіалу «Сімпсони». У США вийшов 10 лютого 2002.

## Сюжет
На початку серії, показуються Спрингфілд, що спить — Продавець коміксів з фігуркою персонажа Зоряних воєн, а згодом камера йде до будинку Сімпсонів, де Гомер жахливо і гучно хропить, а Мардж намагається зав'язати своє волосся у хвіст, щоб заснути. Під ранок Мардж, зовсім невиспана, везе дітей до школи. Коли вона чує клаксон іншої машини, то думає, що то дверний дзвінок і вистрибує з машини, падає на траву і засинає. Барт бере кермо, а Ліса з Мілгаусом керують педалями. Кожен день Мардж ночує у ванній або на крильці будинку, щоб не чути «королівське хропіння» Гомера, яке відбувається навіть через очі. Зрештою, Мардж вирушає пожити у Петті і Сельми…
У сестер Мардж випиває і дивиться передачу «Секс і місто», коли у рекламі пропонують новий засіб від хропіння, який розробив Арті Зіфф. Мардж відсилає йому е-мейл, щоправда, Паті сильно і вульгарно перефразовує фрази Мардж. Наступного дня Арті прилітає до Сімпсонів на вертольоті і везе Сімпсонів на круїз, де пропонує Гомеру за 2 дні життя з Мардж мільйон доларів, а Гомерові потрібен шланг від хропіння або операція, що коштує 600000 доларів. Мардж неохоче погоджується на пропозицію Арті, а Гомер висаджує квітки у формі літер: «Тільки не танцюй стриптиз перед ним». Гомер лишається з дітьми, але вирішує прослідкувати за Зіффом і дізнатися про його плани.
Гомер висліджує, що Зіфф запросив людей грати у 1980-ті роки, щоб Мардж відчувала себе як на випускному балі. Зіфф і Мардж танцюють, а Гомер спостерігає за ними з даху. На прощання, Арті просить Мардж поцілувати себе і Мардж його цілує. Гомер це сприймає, як серйозну образу і вирішує покинути Мардж. Для цього він записує касету і лишає її перед приходом Мардж, а сам збирає речі і їде до Таверни Мо.
Гомер їде до Таверни Мо, де пропонує Ленні поїхати з міста. Ленні погоджується і вони вирушають автобусом до Західного Орегону (якщо це штат Спрингфілда, так було сказано у серії). Дорогою Гомеру усі кактуси нагадують про Мардж, а Ленні вони нагадують про Карла. Виявляється, Ленні викарбував лице Карла на горі.
Гомер і Ленні виходять на нафтових рудниках і хочуть записатися на роботу. Вони також бачать, що жодного нескаліченого робітника немає — кожен не має пальця, ока, сліпий або узагалі не має кінцівки(-ок). Інспектор — теж однорукий. Він пропонує роботу Ленні і Гомеру на 11 вишці. На роботі Гомер з Ленні випадково приставляють захисні окуляри до сонця і сонце попадає на мураху, яка загоряється і розносить вогонь на пролиту нафту, що миттю спалахує. Гомер і Ленні у пастці. Гомер згадує, що «Безликий» Джо так втратив ноги і не хоче повторити його долю. А Мардж з дітьми дізнаються куди подівся Гомер, викликають Зіффа і летять до вишки. Щоправда, Гомер і Ленні навідріз відмовляються підійматися, мотивуючи це втраченим один без одного життям. Коли у вертольоті з'являється Карл, то Ленні з Гомером одразу збираються по східцях.
Прилетівши додому, Арті просить вибачення у Гомера, а Мардж обіцяє лишатися як і раніше — просто друзями.